# 华容区
华容区是中国湖北省鄂州市所辖的一个市辖区。总面积为459平方公里，常住人口約26万人，县人民政府駐华容镇。

## 行政区划
华容区下辖4个镇、2个乡：
华容镇、葛店镇、庙岭镇、段店镇、临江乡、蒲团乡和葛店开发区。

## 人口
鄂州市第七次人口普查公报显示：华容区常住人口为256834人，男性人口占比52.88%，女性人口占比47.12%，年龄结构中0-14岁占比16.54%，15-59岁占比63.69%，60岁以上占比19.78%，65岁以上占比14.52%。

## 交通
- 武九客运专线：葛店南站、华容南站